# Mogarraz
Mogarraz és un municipi de la província de Salamanca, a la comunitat autònoma de Castella i Lleó.

## Demografia
| Gràfica d'evolució de Mogarraz entre 1900 i 2019 |
|                                                  |

Segons el Instituto Nacional de Estadística, Mogarraz tenia, a 31 de desembre de 2018, una població total de 275 habitants, dels quals 142 eren homes i 133 dones. Respecte a l'any 2000, el cens reflecteix 365 habitants, dels quals 172 eren homes i 193 dones. Per tant, la pèrdua de població en el municipi per al període 2000-2018 ha estat de 90 habitants, un 25% de descens.